# Agustín Díaz Yanes

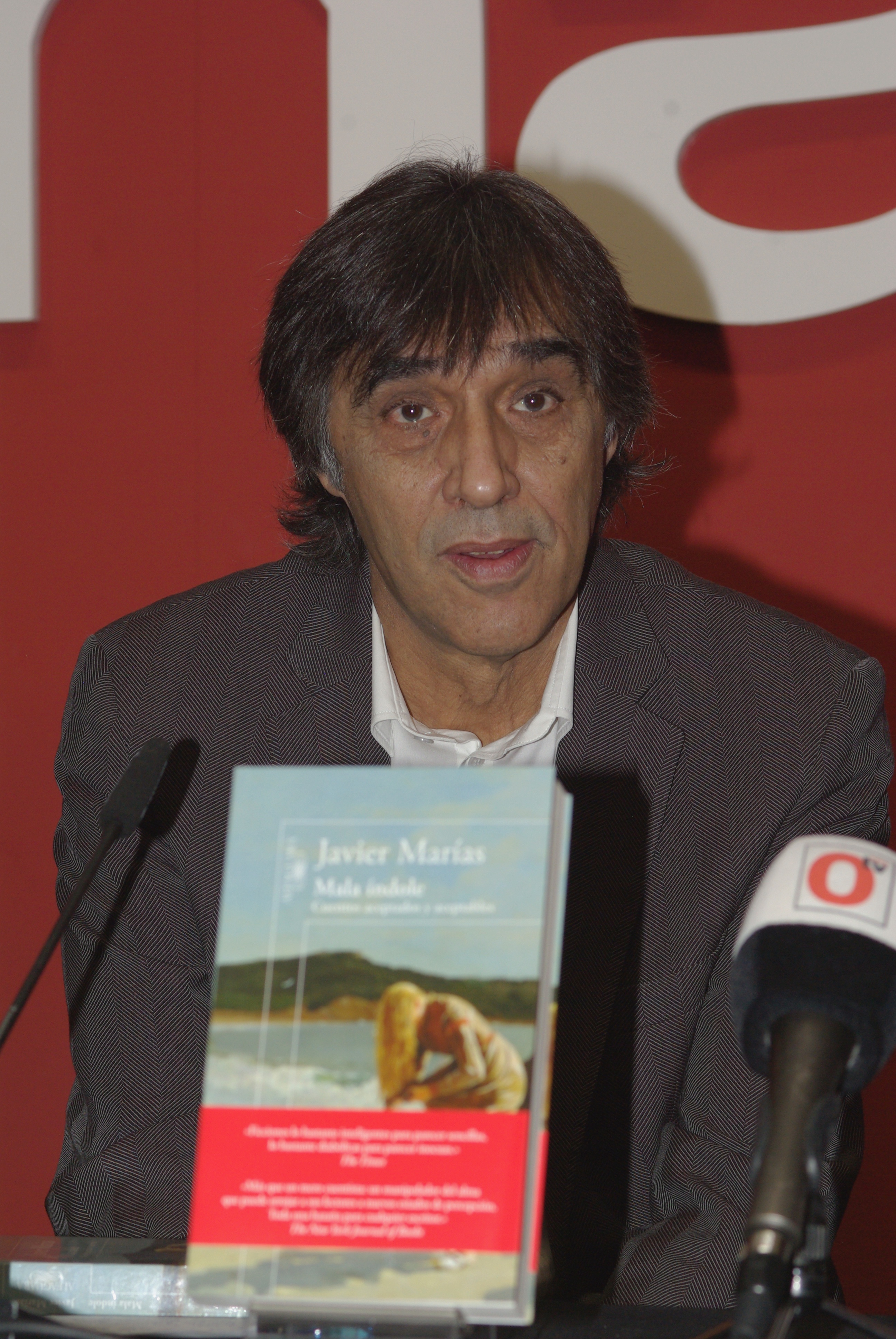
Agustín Díaz Yanes

Agustín Díaz Yanes, född 1950 i Madrid, är en spansk filmregissör och manusförfattare. Han blev för sin film Alatriste dubbelt Goya-nominerad 2007 i kategorierna Bästa film och Bästa regi.

## Filmografi

### Manus
- 1997 - Al límite
- 1995 - Belmonte
- 1992 - Demasiado corazón
- 1990 - A solas contigo
- 1988 - Baton Rouge
- 1987 - Barrios altos

### Regi och manus
- 1995 - Nadie hablará de nosotras cuando hayamos muerto
- 2001 - Från himlen intet nytt (Sin noticias de Dios)
- 2006 - Alatriste